# 淮口瑞光塔
淮口瑞光塔，俗称白塔或淮口白塔，位于四川省成都市金堂县淮口镇沱江东岸的瑞光寺内。塔最初创建可追溯至东晋，可查始建年代为南宋绍兴十八年（1148年）。淮口瑞光塔2002年12月27日公佈為四川省第六批省級文物保護單位。2006年5月25日列為第六批全國重點文物保護單位。
淮口瑞光塔为方形十三层楼阁式砖塔，背靠蛇山、面向沱江方向坐东朝西。塔全高33米，设置须弥座塔基。塔内设实心塔柱，有蹬道133级，可达塔身内第十层。塔刹为铁铸，塔顶为四角攒尖顶。